# میتریل
میتریل (به انگلیسی Mithril ) نام فلز خاصی است که در داستان‌های ارباب حلقه‌ها وجود دارد. نام این فلز از ترکیب دو کلمه سیندارین ِ mith(به معنای خاکستری) و ril(به معنی درخشش) تشکیل شده‌است و الف‌ها این نام را برای آن برگزیده‌اند. طبق کتاب یاران حلقه، زیبایی همچون نقره داشته با این تفاوت که هرگز کدر نمی شود. بسیار نایاب است اما ثروت معادن موریا در آن است.
این فلز که به نقرهٔ موریا و نقره واقعی نیز معروف است توسط نائوگریم(دورف‌ها)از اعماق زمین استخراج می‌شده و صنعتگران ِ نولدور اشکال زیبایی به آن می‌دادند.
از نمونه‌های حضور این فلز در فیلم‌ها می‌توان به زره نیم تنهٔ فرودو که توسط بیلبو به او هدیه شد و حلقهٔ بانو گالادریل در ابتدای فیلم یاران حلقه، اشاره داشت.